# 澳門特別行政區城市總體規劃 (2020-2040)
《澳門特別行政區城市總體規劃 (2020-2040)》（葡萄牙語：Plano Director da Região Administrativa Especial de Macau (2020-2040)）是澳門為城市整體規劃包括交通、房屋及都市更新規劃等作出定案，於2020年9月4日至11月2日完成展開公開咨詢，並於2022年2月15日生效實行。

## 沿革
2020年4月21日，澳門行政長官賀一誠發表上任後首份施政報告的答問大會中回答議員問題時表示必須對澳門的發展作出一個完善的城市總體規劃。並表示於今屆政府完成規劃，並落實於完成後進行公開咨詢。
2020年8月19日，土地工務運輸局宣佈規劃草案於2020年9月4日至11月2日開展公開咨詢，為期六十日。
2020年9月3日，政府跨部門舉行記者會公佈草案咨詢詳情。
2022年2月14日，澳門特區公報刊登第7/2022號行政法規《核准〈澳門特別行政區城市總體規劃（2020-2040）〉》，該法規於2022年2月15日生效。

## 分區
在規劃草案中將澳門原來7個堂區劃分為18個分區，方便統計分區的人口分佈、特色和功能。

### 澳門半島
| 規劃分區名 | 規劃分區名 | 所屬統計分區／地區                           |
| 葡萄牙文   | 中文       | 所屬統計分區／地區                           |
| ---------- | ---------- | -------------------------------------------- |
|            | 北區-1     | 青洲區、筷子基區、林茂塘區                   |
|            | 北區-2     | 台山區、黑沙環及祐漢區                       |
|            | 東區-1     | 黑沙環新填海區、望廈及水塘區                 |
|            | 東區-2     | 新城A區                                      |
|            | 東區-3     | 港珠澳大橋珠澳口岸人工島澳門口岸管理區       |
|            | 中區-1     | 高士德及雅廉訪區、新橋區、荷蘭園區、東望洋區 |
|            | 中區-2     | 沙梨頭及大三巴區、中區                       |
|            | 中區-3     | 下環區、南西灣及主教山區                     |
|            | 外港區-1   | 新口岸區                                     |
|            | 外港區-2   | 外港及南灣湖新填海區、新城B區                |

### 氹仔島
| 規劃分區名 | 規劃分區名 | 所屬統計分區／地區             |
| 葡萄牙文   | 中文       | 所屬統計分區／地區             |
| ---------- | ---------- | ------------------------------ |
|            | 氹仔北區-1 | 新城C、D區                     |
|            | 氹仔北區-2 | 海洋及小潭山區、大學及北安灣區 |
|            | 北安區     | 北安及大潭山區、新城E1、E2區   |
|            | 氹仔中區-1 | 氹仔舊城及馬場區               |
|            | 氹仔中區-2 | 氹仔中心區                     |

### 路氹城
| 規劃分區名 | 規劃分區名 | 所屬統計分區／地區 |
| 葡萄牙文   | 中文       | 所屬統計分區／地區 |
| ---------- | ---------- | ------------------ |
|            | 路氹區     | 路氹填海區         |

### 路環島
| 規劃分區名 | 規劃分區名 | 所屬統計分區／地區 |
| 葡萄牙文   | 中文       | 所屬統計分區／地區 |
| ---------- | ---------- | ------------------ |
|            | 路環區     |                    |

### 橫琴島
| 規劃分區名 | 規劃分區名     | 所屬統計分區／地區 |
| 葡萄牙文   | 中文           | 所屬統計分區／地區 |
| ---------- | -------------- | ------------------ |
|            | 澳門大學新校區 |                    |

## 發展項目
(以下內容只供參考，一切以公開咨詢文本為準)
- 澳門都市更新規劃：包括舊區 (祐漢區) 重建
- 新城B區或南灣政法區規劃及建設
- 新城A區公共房屋規劃及建設
- 澳門輕軌澳氹東線規劃及建設
- 第五條澳門-氹仔跨海通道規劃及建設

## 草案最終報告
2021年4月30日，政府公佈《 澳門特別行政區城市總體規劃 (2020-2040) 》最終報告，共收到近5千份意見，當中逾一半的人對規劃持「中性/其他」意見。

## 總體規劃公布生效
2022年2月14日，為訂定澳門特別行政區的空間整治、土地使用和利用的條件，並對公共基礎設施與公用設施作出合理的綜合部署，根據第12/2013號法律《城市規劃法》和第5/2014號行政法規《城市規劃法施行細則》的規定，經過法定程序，澳門特區政府已完成編製《澳門特別行政區城市總體規劃（2020-2040）》，並透過刊登於2022年2月14日第七期《澳門特別行政區公報》第一組的第7/2022號行政法規《核准〈澳門特別行政區城市總體規劃（2020-2040）〉》公布，將於2022年2月15日起生效。總體規劃以澳門特別行政區的發展定位，為推進澳門與粵港澳大灣區的融合、致力發展產業多元化、保護澳門歷史文化遺產為目標，並以建設「世界旅遊休閒中心」與「美麗家園」為城市發展策略主軸編製，總體規劃由規劃規章、整治規劃圖和發展條件圖組成，將作為編製詳細規劃的依據，約束並優於詳細規劃。在後續將依次開展各區詳細規劃的編製工作上，特區政府以總體規劃作依據，就各規劃分區詳細訂定和規範土地用途、建造條件，以及公共基礎設施及公用設施的佈局等。其中，東區-2（即新城A區）正進行詳細規劃的前期準備工作，並有序推進其他規劃分區的相關工作。